# ウールワース

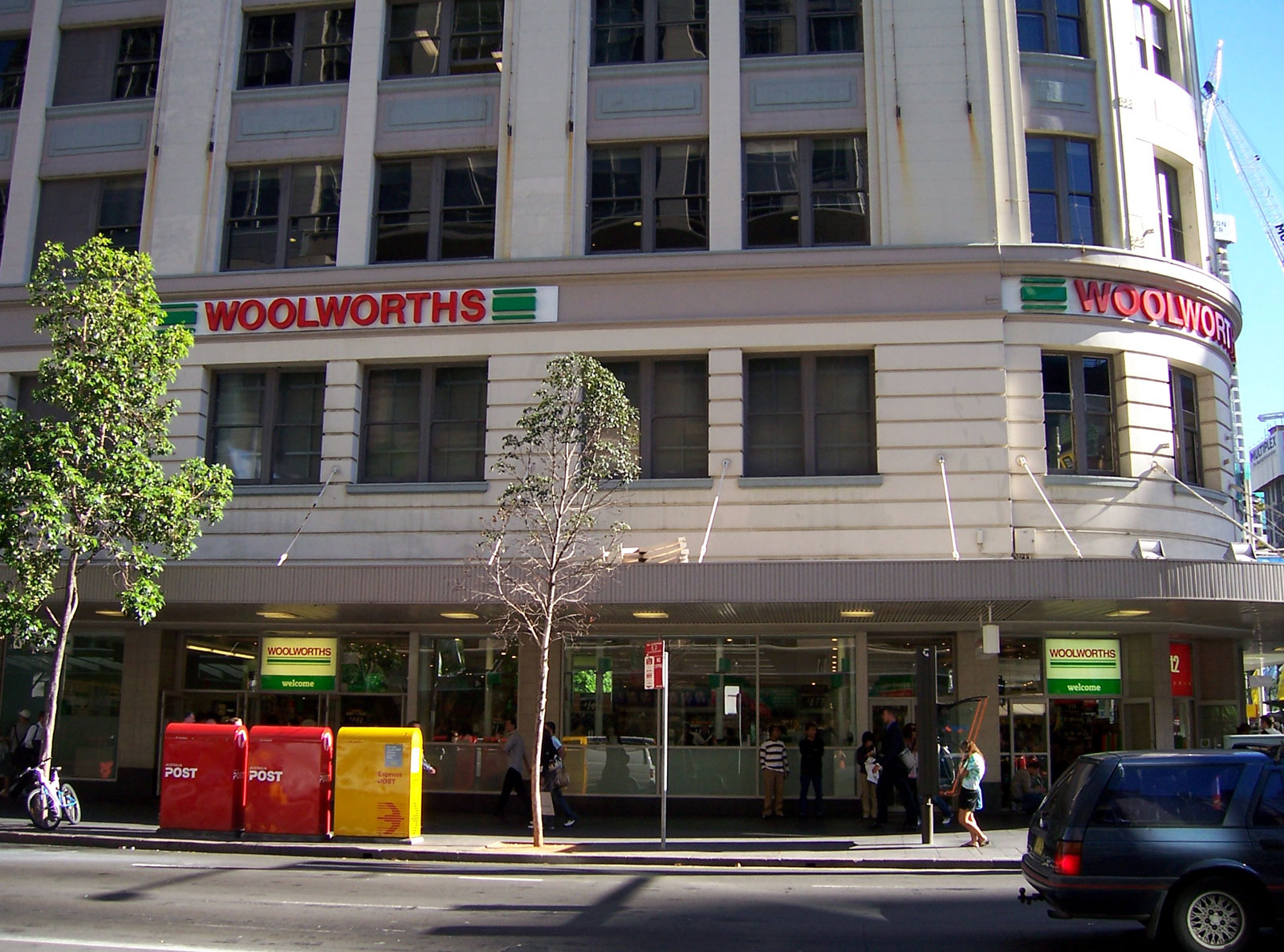
店舗

ウールワース（英: Woolworths Group Limited）は、オーストラリアの小売業者。オーストラリア、ニュージーランド、南アフリカに展開。
現在：
- オーストラリア・ニュージーランドで最大の小売業者
- オーストラリア最大の酒屋
- オーストラリアで最大のホテル・ポーカーマシン運営者

## オーストラリアでの展開

### スーパーマーケット
- ウールワース（Woolworths） - 最初の業態。全州で展開。ウーリーズ（Woolies）とも呼ばれる。
- フード・フォー・レス（Food For Less） - 小規模なスーパーマーケットチェーン。クイーンズランド州と、ニューサウスウェールズ州で展開、乾物、冷凍食品などを扱う。
- フレミングス（Flemings） - シドニーの4つのスーパーマーケットのグループ。

### コンビニエンス・ストア
- ウールワース・メトロ（Woolworths Metro） - シドニー・メルボルン・ブリスベン、都市部のコンビニエンス・ストア

### 酒屋
- ウールワース・リカー（Woolworths Liquor） - ウールワースの店舗内にある酒屋。
- ビー・ダブリュー・エス（BWS） - 単独店舗の酒屋
- ダン・マーフィーズ（Dan Murphy's） - 倉庫のような大きな店舗の酒屋
- ALH Group - ホテル・ポーカーマシンを運営、ウールワースが75％を所持する

### ガソリン
- ウールワース・カルテックス（Woolworths Caltex） - 独立型・スーパーマーケットと共設するガソリンスタンド（ヴィクトリアでは、Safeway Caltexの名で運営）

### 家庭用品
- ビッグ・ダブリュー（BIG W） - 家庭用品のディスカウント・ストア・チェーン

### 家電製品
- ディック・スミス・エレクトロニックス（Dick Smith Electronics） - 家電・コンピュータ製品を扱う
- ディック・スミス・パワーハウス（Dick Smith Powerhouse） -エンターテインメント系の家電製品を扱う
- タンディ・エレクトロニックス（Tandy Electronics） - Dick Smith Storesと似た業態

### 以前にあったチェーン展開
- クレイジー・プライシズ（Crazy Prices） - ディスカウント・ストア、2001年に Go Lo に売却
- セーフウェイ（Safeway） - ウールワースのビクトリア州地域名称。2017年6月にウールワースに統一され消滅。

## ニュージーランドでの展開
- ウールワース（Woolworths） - スーパーマーケット
- フードタウン（Foodtown） -  スーパーマーケット
- カウントダウン（Countdown） -  ディスカウント・スーパーマーケット・チェーン
- Woolworths @ Gull - ガソリン・スタンド、コンビニエンス・ストア、チェーン
- ディック・スミス・エレクトロニックス（Dick Smith Electronics） - 家電・コンピュータ製品を扱う
- ディック・スミス・パワーハウス（Dick Smith Powerhouse） - エンターテインメント系の家電製品を扱う